# Непальський стандартний час

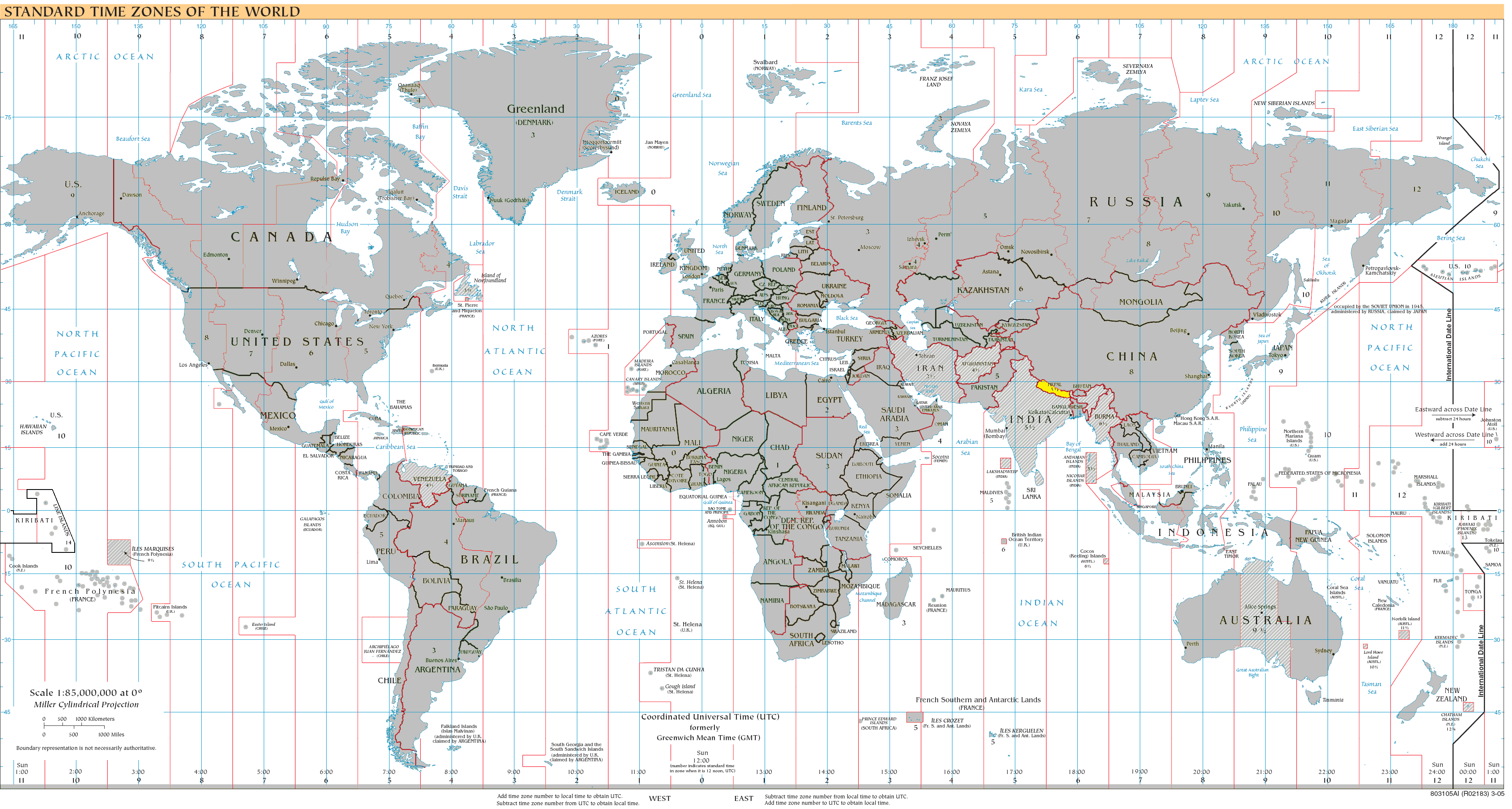
UTC+5:45 на карті часових поясів світу: яскраво-жовтим — зона UTC+5:45 цілорічна

Непальський стандартний час (NST) — часовий пояс Непалу. Непальський стандартний час один з трьох часових поясів з 45-хвилинним зміщенням від UTC. На літній час Непал не переходить.
Цей час приблизно відповідає середньому поясному часу в столиці Непалу — Катманду. До 1986 року в Непалі діяло ще точніше значення — UTC+5:40 (точний час у Катманду — UTC+5:41:16).